# Запис Јовановића храст (Стењевац)
Запис Јовановића храст (Стењевац) се налази на парцели чији је власник Јовановић Стојанка.

## Локација
| Општина             | Деспотовац                                                                  |
| Катастарска општина | Стењевац                                                                    |
| Потес               | Село                                                                        |
| Координате          | 44° 05′ 15″ С; 21° 32′ 25″ И / 44.087400000000002° С; 21.540400000000002° И |
| Надморска висина    | 270m                                                                        |

## Карактеристике
Дендрометријске вредности утврђене на терену и сателитским снимцима:
| Стабло                     | Храст |
| Висина стабла              | m     |
| Обим дебла                 | m     |
| Пречник крошње             | 0m    |
| Пречник дебла              | m     |
| Висина дебла до прве гране | m     |

## База записа
Запис је у оквиру Викимедија пројекта "Запис - Свето дрво" заведен под редним бројем 0443.